# Rugby bei den Olympischen Spielen
Sportarten aus der Familien Rugby waren und sind in zwei Zeiträumen offizielle Disziplinen bei den Olympischen Spielen der Neuzeit. So war zunächst Rugby Union bei den Olympischen Sommerspielen 1900 mit Unterbrechung bis zu den Olympischen Sommerspielen 1924 Teil des Sportprogramms. Nach einer 92-jährigen Unterbrechung wurde 7er-Rugby für die Sommerspiele 2016 als neue olympische Disziplin aufgenommen.
Kurz nach den Olympischen Sommerspielen 1924 strich das Internationale Olympische Komitee Rugby Union aus dem olympischen Programm. Ab diesem Zeitpunkt gab es mehrere Versuche, den Sport wieder in das Wettkampfprogramme aufzunehmen. Im Oktober 2009 entschied das IOC, dass Rugby in der 7er-Variante ab 2016 olympisch wird.

## Übersicht der Wettbewerbe
| Wettbewerb             | 96 | 00 | 04 | 06 | 08 | 12 | 20 | 24 | 28 | 32 | 36 | 48 | 52 | 56 | 60 | 64 | 68 | 72 | 76 | 80 | 84 | 88 | 92 | 96 | 00 | 04 | 08 | 12 | 16 | 20 | 24 | 28 | 32 | Gesamt |
| ---------------------- | -- | -- | -- | -- | -- | -- | -- | -- | -- | -- | -- | -- | -- | -- | -- | -- | -- | -- | -- | -- | -- | -- | -- | -- | -- | -- | -- | -- | -- | -- | -- | -- | -- | ------ |
| 7er-Rugby – Männer     |    |    |    |    |    |    |    |    |    |    |    |    |    |    |    |    |    |    |    |    |    |    |    |    |    |    |    |    | •  | •  | •  |    |    | 3      |
| 7er-Rugby – Frauen     |    |    |    |    |    |    |    |    |    |    |    |    |    |    |    |    |    |    |    |    |    |    |    |    |    |    |    |    | •  | •  | •  |    |    | 3      |
| Rugby Union – Männer   |    | •  |    |    | •  |    | •  | •  |    |    |    |    |    |    |    |    |    |    |    |    |    |    |    |    |    |    |    |    |    |    |    |    |    | 4      |
| Anzahl der Wettbewerbe |    | 1  |    |    | 1  |    | 1  | 1  |    |    |    |    |    |    |    |    |    |    |    |    |    |    |    |    |    |    |    |    | 2  | 2  | 2  |    |    | 10     |

## Geschichte

### 1900 bis 1924 – Rugby Union bei den Olympischen Spielen
Rugby wurde von Pierre de Coubertin bei den Olympischen Spielen eingeführt. Coubertin, Begründer der Olympischen Spiele der Neuzeit, war eine bekannte Rugbypersönlichkeit in Frankreich. Er gründete u. a. die französische Rugby-Meisterschaft.
Im Jahr 1900 nahmen drei Länder (Frankreich, Großbritannien und Deutschland) am Wettbewerb teil. Großbritannien und Deutschland wurden nicht von einer Nationalmannschaft repräsentiert, sondern schickten jeweils eine Vereinsmannschaft. Die Regeln vor allem zur Punktevorgabe waren verschieden zu denen der modernen Rugby Unions. Frankreich gewann die Goldmedaille. 6000 Menschen sahen das Spiel zwischen Frankreich und Großbritannien.
Nach dieser ersten Teilnahme wurde Rugby Union bei den Olympischen Sommerspielen 1904 und den Olympischen Zwischenspielen 1906 wieder aus dem Programm genommen. Erst mit den Olympischen Spielen 1908 wurde Rugby wieder Bestandteil des Programms. Wie bei den Spielen von 1900 nahmen drei Länder am Wettkampf teil. Dieses Mal waren es Australasien (ein Zusammenschluss von Australien und Neuseeland), Frankreich und der Gastgeber Großbritannien. Am Ende konnte Australasien im Finale gegen Großbritannien mit 32:03 gewinnen und sich die Goldmedaille sichern. Das Spiel fand unter schlechten Bedingungen statt. Nebel behinderte zum Teil die Sicht. Für die Olympischen Spiele 1916 war Rugby auch geplant. Die Spiele fanden aber aufgrund des Ersten Weltkrieges nicht statt. Im Anschluss war Rugby Union noch zweimal Bestandteil des olympischen Sportprogramm, ehe es im Anschluss an die Spiele 1924 endgültig gestrichen wurde.

### Olympisches 7er-Rugbyturnier der Männer 2016
Nachdem 7er-Rugby für 2016 als Sportdisziplin aufgenommen wurde, bestimmte der Weltverband World Rugby einen Qualifikationsmodus. Es können sich 12 Teams für die Olympischen Sommerspiele qualifizieren. Die Qualifikation findet in vier Phasen statt. In der ersten Phase bekam Brasilien das Gastgeberland automatisch den ersten Startplatz. In der zweiten Phase bekommen die ersten vier Teams der World Sevens Series, eines jährlich ausgetragenen globalen Turniers, die nächsten vier Plätze. Ausschlaggebend für die Qualifikation ist die Saison vor den Spielen. Demnach ist für Rio 2016 das Abschneiden bei der World Sevens Series der Saison 2014/2015 relevant. In der dritten Phase werden die nächsten sechs Plätze durch die Gewinner der Regionalen Kontinentalwettkämpfe aus dem Jahr vor den Olympischen Spielen besetzt. Die Kontinentalwettkämpfe werden von den Kontinentalen Verbänden, für Afrika durch Rugby Africa, für Asien durch Asia Rugby, für Europa durch die Rugby Europe, für Nordamerika und die Karibik durch die Rugby Americas North (RAN), für Ozeanien durch die Oceania Rugby und für Südamerika durch Sudamérica Rugby veranstaltet. In der vierten und letzten Qualifikationsphase wird der letzte Platz aus einem Turnier mit 16 Mannschaften ermittelt. Die 16 Mannschaften setzen sich aus den Plätzen 2–4 der Turniere der CAR und ARFU, den Plätzen 2–5 der FIRA-AER und den Plätzen 2–3 der NACRA, FORU und CONSUR zusammen.

### Olympisches 7er-Rugbyturnier der Frauen 2016
Wie auch für das Herrenturnier können sich 12 Teams für das Damenturnier die Sommerspiele in Rio de Janeiro qualifizieren. Die Qualifikation für Olympia findet ähnlich der der Herren statt. In der ersten Phase bekam das Gastgeberland Brasilien automatisch den ersten Platz. In der zweiten Phase bekommen die ersten vier Teams der Women´s Sevens World Series die nächsten vier Plätze. Ausschlaggebend für die Bewertung ist die Saison vor den Olympischen Spielen. Demnach ist für Rio 2016 die Abschlusstabelle der WSWS der Saison 2014/2015 relevant. In der dritten Phase werden sechs Plätze durch die Gewinner der Regionalen Kontinentalwettkämpfe aus dem Jahr vor den Sommerspielen besetzt. In der letzten Phase wird der letzte Startplatz in einem Turnier mit 16 Mannschaften ermittelt. Die 16 Mannschaften setzen sich aus den Plätzen 2–4 der Turniere der CAR und ARFU, den Plätzen 2–5 der FIRA-AER und den Plätzen 2–3 der NACRA, FORU und CONSUR zusammen.

## Die Turniere im Überblick
| Jahr         | Gastgeber                  | Gold               | Gold               | Silber                     | Silber                     | Bronze      | Bronze   |
| ------------ | -------------------------- | ------------------ | ------------------ | -------------------------- | -------------------------- | ----------- | -------- |
| Rugby Union  |                            |                    |                    |                            |                            |             |          |
| 1900 Details | Paris (Frankreich)         | Frankreich         | Frankreich         | Großbritannien Deutschland | Großbritannien Deutschland |             |          |
| 1908 Details | London (Großbritannien)    | Australasien       | Australasien       | Großbritannien             | Großbritannien             |             |          |
| 1920 Details | Antwerpen (Belgien)        | Vereinigte Staaten | Vereinigte Staaten | Frankreich                 | Frankreich                 |             |          |
| 1924 Details | Paris (Frankreich)         | Vereinigte Staaten | Vereinigte Staaten | Frankreich                 | Frankreich                 | Rumänien    | Rumänien |
| 7er-Rugby    |                            |                    |                    |                            |                            |             |          |
| 2016 Details | Rio de Janeiro (Brasilien) | Männer             | Frauen             | Männer                     | Frauen                     | Männer      | Frauen   |
| 2016 Details | Rio de Janeiro (Brasilien) | Fidschi            | Australien         | Vereinigtes Königreich     | Neuseeland                 | Südafrika   | Kanada   |
| 2020 Details | Tokio (Japan)              | Fidschi            | Neuseeland         | Neuseeland                 | Frankreich                 | Argentinien | Fidschi  |
| 2024 Details | Paris (Frankreich)         | Frankreich         | Neuseeland         | Fidschi                    | Kanada                     | Südafrika   | USA      |

## Ewiger Medaillenspiegel
Stand: 2024
| Rang | Land               | Goldmedaille | Silbermedaille | Bronzemedaille | Gesamt |
| ---- | ------------------ | ------------ | -------------- | -------------- | ------ |
| 1    | Frankreich         | 2            | 3              | –              | 5      |
| 2    | Neuseeland         | 2            | 2              | –              | 4      |
| 3    | Fidschi            | 2            | 1              | 1              | 4      |
| 4    | Vereinigte Staaten | 2            | –              | 1              | 3      |
| 5    | Australasien       | 1            | –              | –              | 1      |
|      | Australien         | 1            | –              | –              | 1      |
| 7    | Großbritannien     | –            | 3              | –              | 3      |
| 8    | Kanada             | –            | 1              | 1              | 2      |
| 9    | Deutschland        | –            | 1              | –              | 1      |
| 10   | Südafrika          | –            | –              | 2              | 2      |
| 11   | Argentinien        | –            | –              | 1              | 1      |
|      | Rumänien           | –            | –              | 1              | 1      |

## Varia
| Turnier | Orte | Stadien | Teams | Spiele | VS | VS/Spiel | Zuschauer | Z/Spiel | Verwarnungen/Gelbe Karten | /Spiel | Gelb-Rote Karten | /Spiel | Platzverweise/Rote Karten | /Spiel |
| ------- | ---- | ------- | ----- | ------ | -- | -------- | --------- | ------- | ------------------------- | ------ | ---------------- | ------ | ------------------------- | ------ |
| 1900    | 1    | 1       | 3     | 2      |    |          | 10.000    | 5.000   |                           |        |                  |        |                           |        |
| 1908    | 1    | 1       | 2     | 1      |    |          |           |         |                           |        |                  |        |                           |        |
| 1920    | 1    | 1       | 2     | 1      |    |          |           |         |                           |        |                  |        |                           |        |
| 1924    | 1    | 1       | 3     | 3      |    |          | 41.000    | 13.600  |                           |        |                  |        |                           |        |

- VS – Versuche